# Gorgonião

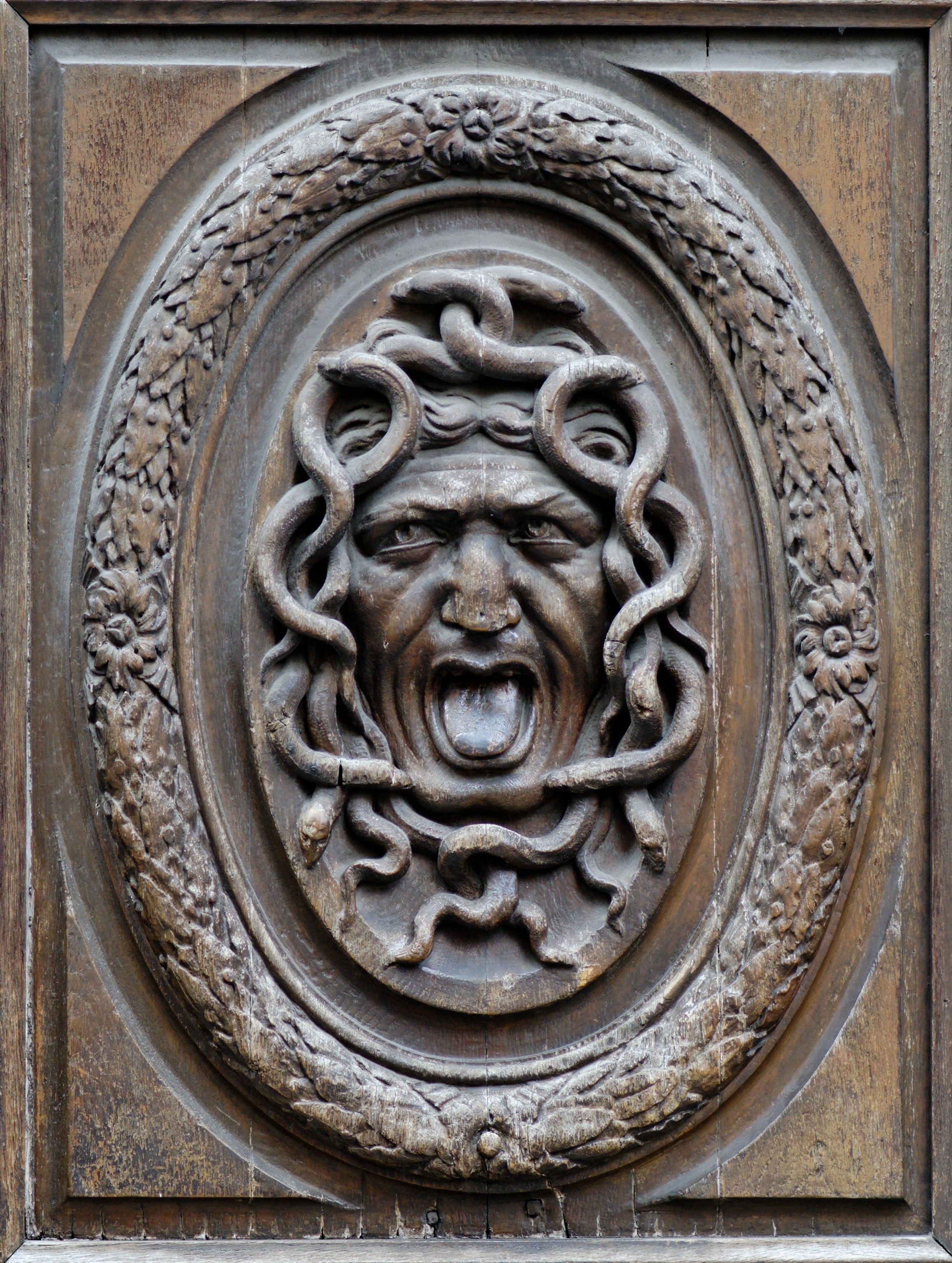
Uma porta decorada com a cabeça da Medusa

Gorgonião (em grego clássico: Γοργόνειον; romaniz.: Gorgóneion) era conhecida como a imagem da cabeça da Medusa (Górgona) aparecia no objeto utilizado para afugentar o mal por Perseu que decapitou Medusa e utilizou posteriormente sua cabeça como arma.